# 庞晓戈
庞晓戈 （1974年11月12日—）出生河南省洛阳市偃师區，河南卫视梨园春节目主持人。

## 学历
- 郑州大学新闻系
- 郑州一中

## 曾主持過的節目
- 1996年进入河南卫视，主持《文化博览》、《艺术空间》节目。
- 1998年主持河南卫视的戏曲节目《梨园春》至今。
- 2000年主持河南电视台迎接千禧年特别节目《千年等一回》。
- 2010年1月19日,参与主持在郑州举行的第21届中国广播电视节目星光奖颁奖典礼。

## 获奖
2003年
- 获全国金话筒百优主持人奖
- 中国电视金鹰奖全国十佳优秀主持人奖

2008年
- 第四届金鹰节暨第21届电视金鹰奖优秀电视节目主持人奖
- 中国播音主持“金话筒奖”（人物）奖

2009年
- 中国电视主持人“60年60人”称号

## 媒体专访
- 东方今报2009年11月25日 专访梨园春主持人庞晓戈[永久]